# Zamek w Łukowie
Zamek w Łukowie – nieistniejący zamek w Łukowie w województwie lubelskim. Wzmiankowany w XVI wieku i zniszczony w czasie potopu szwedzkiego. Jego śladów do tej pory nie odnaleziono.

## Historia

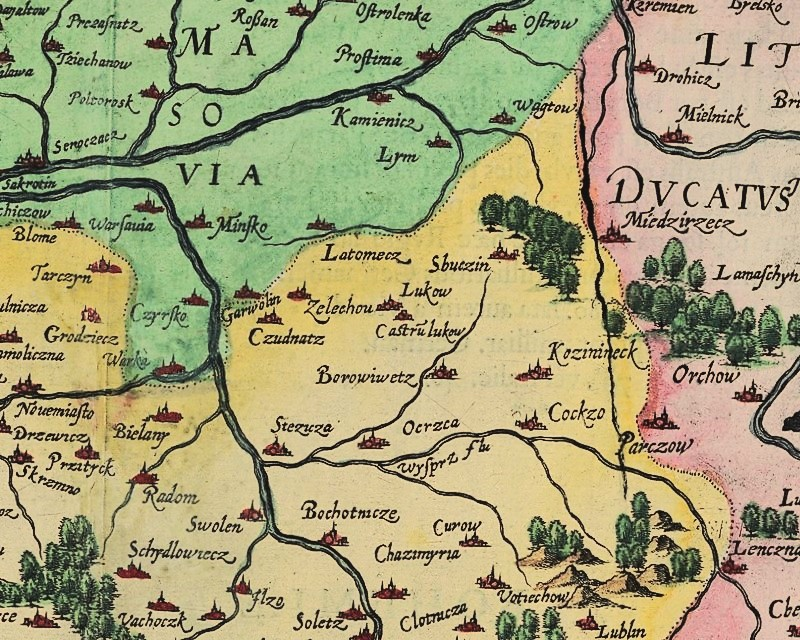
Mapa Gerarda de Jode z 1593 r. Zaznaczono obok siebie miejscowości: Lukow (miasto Łuków) oraz Castrii Lukow (zamek Łuków)

W średniowieczu w Łukowie znajdował się jeden z najstarszych i najbardziej wysuniętych na wschód grodów Małopolski. W 1233 roku Łuków był wzmiankowany jako siedziba kasztelanii łukowskiej. Zapewne wówczas cała zabudowa grodu pozostawała drewniano-ziemna. W 1244 roku gród został doszczętnie spalony podczas najazdu jednego z plemion pruskich. W 1257 roku załoga wzmocniona rycerzami zakonu templariuszy odparła najazd Jaćwingów. Podobna sytuacja wydarzyła się w 1264 i 1278 roku.
Gdy w 1385 roku zawarto unię w Krewie pomiędzy Litwą a Królestwem Polskim, warownia w Łukowie straciła na znaczeniu militarnym. W 1403 roku wzmiankowano starostę łukowskiego, reprezentującego interesy króla w mieście i okolicy i jego siedzibę w Łukowie. W 1530 roku wzmiankowano istnienie w Łukowie drewnianego dworu królewskiego. W 1533 roku podczas olbrzymiego pożaru miasta drewniany obiekt obronny zwany zamkiem uległ całkowitemu zniszczeniu. Zapewne na początku drugiej połowy XVI w. na terenie starszego obiektu wzniesiono nieznane w formie budowle murowane lub drewniane na murowanych sklepionych piwnicach, w których przechowywano akta grodzkie. Jednak ich rozplanowanie i wygląd nie są znane. Prawdopodobnie większość zabudowy pozostawała drewniana, a murowane były tylko niektóre elementy założenia zamkowego. W 1564 roku wzmiankowano istnienie w Łukowie arx (zamku).
W 1656 roku podczas Potopu szwedzkiego miasto wraz z zamkiem zostało obrabowane i splądrowane przez wojska szwedzkie, a w roku 1657 uległo ponownemu zniszczeniu i spaleniu przez oddziały węgierskiego księcia Jerzego Il Rakoczego. Wzmiankowano wówczas zniszczenie „zamku drewnianego wraz z fortyfikacjami”. Zapewne po tym wydarzeniu zamek nie został już odbudowany. Do dzisiaj nie jest znana dokładna lokalizacja obiektu.

## Właściciele i Starostowie
Od co najmniej początku XII do końca XIV w. w posiadaniu książąt mazowieckich, z krótką przerwą kilkudziesięciu lat, kiedy osadą i tutejszym grodem zarządzali rycerze zakonu templariuszy (1250-1257 ?-1311?). Wówczas też próbowano założyć w Łukowie siedzibę nowego biskupstwa dla części Prus i Litwy. Następnie od pierwszej połowy XV w. Łuków był miastem królewskim zarządzanym przez starostów. W 1440 roku jako tutejszy starosta był wymieniany Jan z Kobylan herbu Grzymała, kasztelan gnieźnieński. W latach 1446–1454 starostą był Paweł Woda ze Szczekocin herbu Odrowąż; 1459-1478 jego syn Paweł; 1478-1489 Jan Żeleński herbu Ciołek, zmarły w r. 1489. W latach 1502–1525 starostą był Feliks Żeleński rotmistrz królewski, a następnie do śmierci w r. 1532 w posiadaniu Krzysztofa Szydłowieckiego herbu Jastrzębiec. Następnie starostą był Erazm Widlica Domaszewski h. Nieczuja koniuszy koronny, zmarły w r. 1633. Następnie w posiadaniu Bartłomieja Kazanowskiego, który w r. 1636 przekazał urząd swemu synowi Janowi Dominikowi, zmarłemu w r. 1645. Później jego brata Jana Bartłomieja, zmarłego w r. 1657. Od r. 1657 starostwo było w rękach Stanisława Widlicy Domaszewskiego h. Nieczuja, który w r. 1663 przekazał urząd synowi Kazimierzowi, a ten w r. 1688 Andrzejowi Drohojowskiemu h. Korczak, chorążemu lubelskiemu, zmarłemu w r. 1690. W latach 1693–1699 Stanisław Małachowski h. Nałęcz wojewoda poznański, a po jego śmierci w r. 1699 Jan Nowosielski h. Ślepowron stolnik podlaski do r. 1711. Następnie w rękach jego syna Jana Franciszka, który przekazał urząd w r. 1736 swemu synowi Janowi, a ten w r. 1766 scedował go Sebastianowi Dłuskiemu herbu Nałęcz.